# Mátra

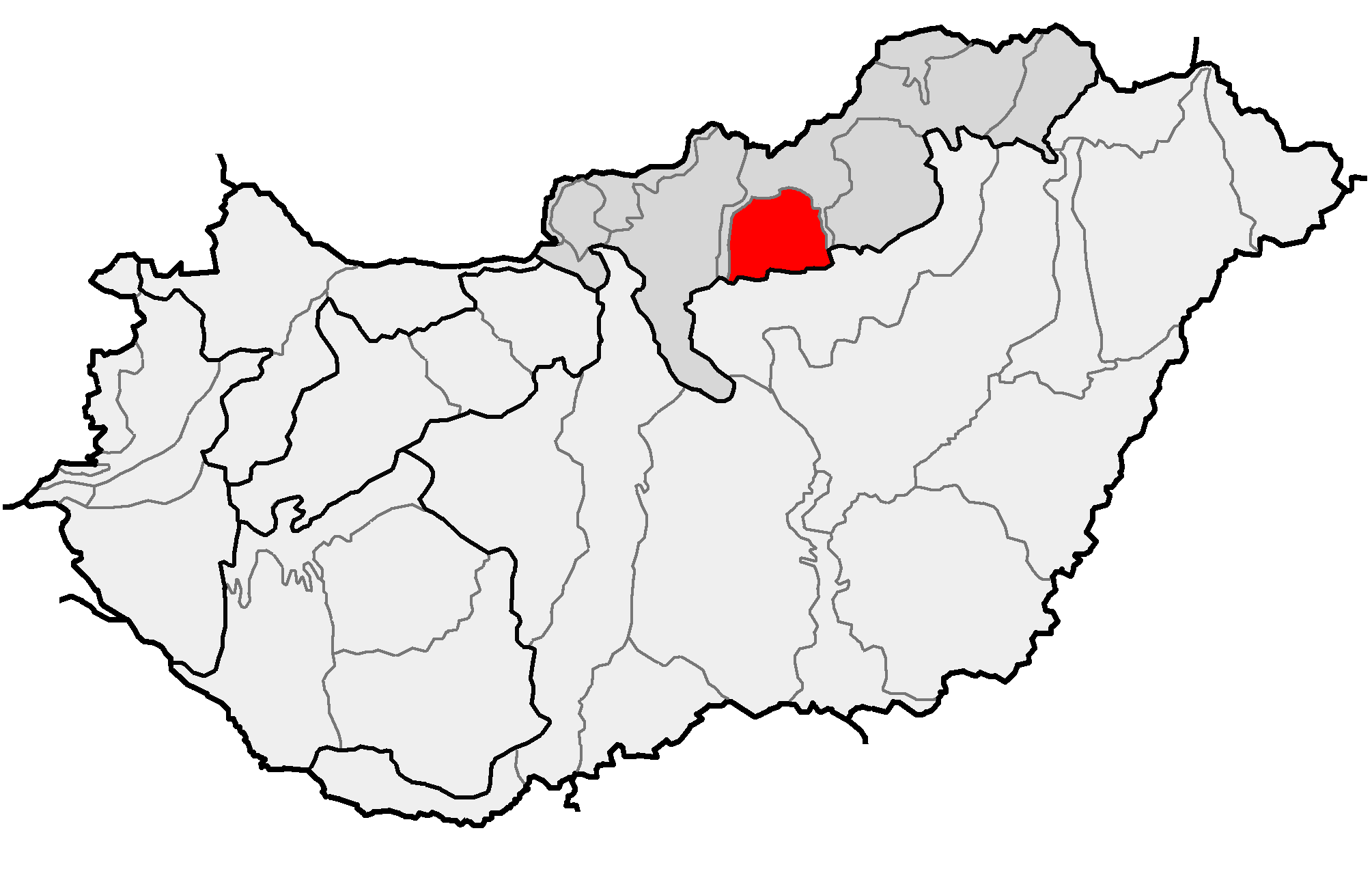
Położenie na mapie Węgier

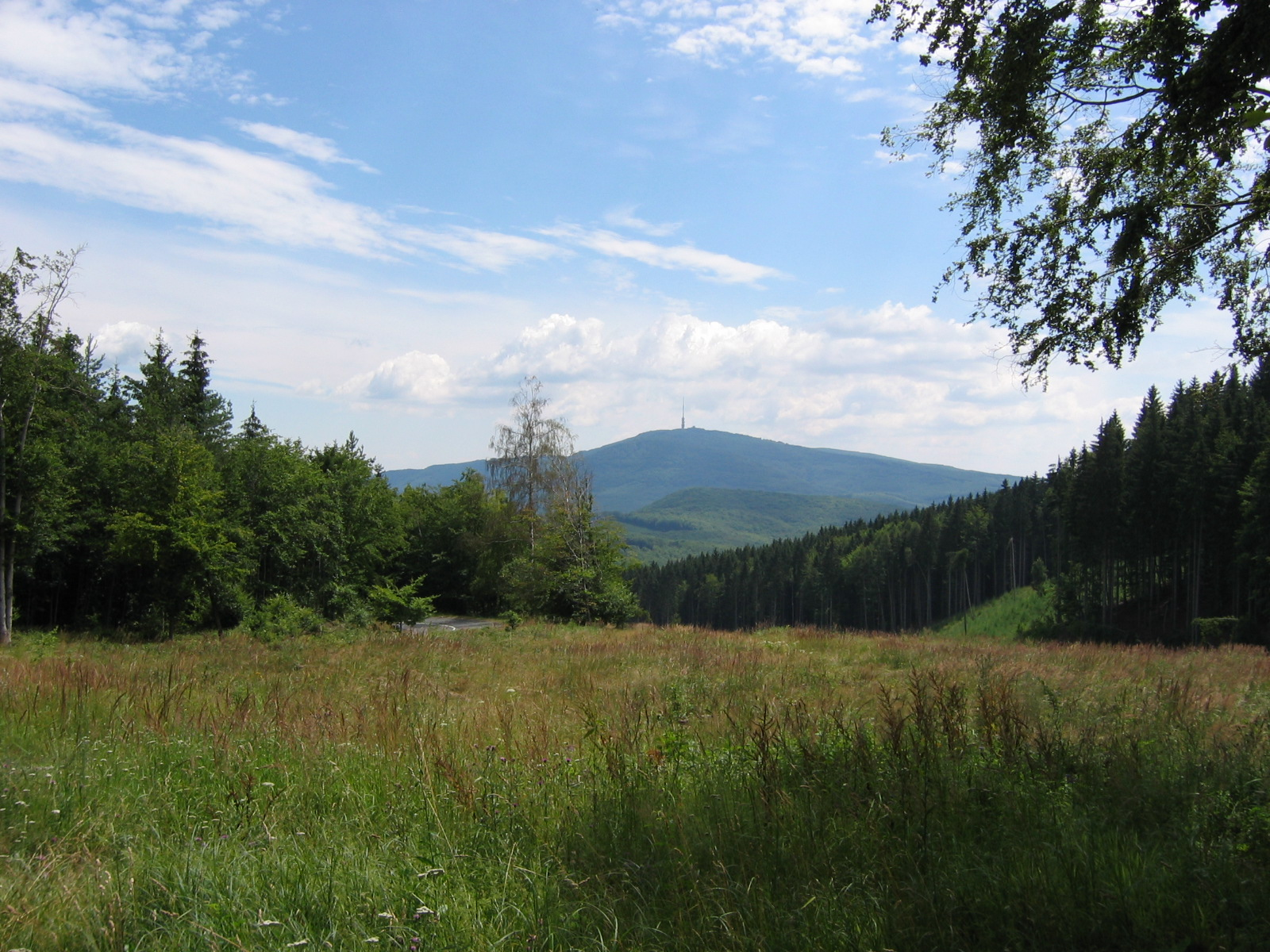
Kékes, najwyższy szczyt Węgier

Mátra (517.3) – pasmo górskie na Węgrzech w Karpatach Zachodnich, na północ od Wielkiej Niziny Węgierskiej, na wschód od pogórza Cserhát i na zachód od Gór Bukowych. W górach Mátra znajduje się najwyższy szczyt Węgier, Kékes (1014 m n.p.m.). Góry mają wielkie znaczenie w turystyce węgierskiej.
Niektóre miejscowości w górach Mátra to: Feldebrő, Gyöngyös, Kisnána, Mátrafüred, Mátraháza, Parád, Parádfürdő, Recsk, Sirok.
Lasy dębowe i bukowe są zamieszkane przez jelenie, sarny, muflony, dziki, żbiki, lisy i borsuki.

## Turystyka

### Zamki i ruiny zamków w Mátra
- Zamek w Kisnána – dobrze zachowała się gotycka wieża kościelna i budowa pałacu. W latach 2010–2011 dokonano rekonstrukcji zamku, który stanowi atrakcję regionu.
- Zamek w Sirok – we wschodniej części Mátry na jednym ze szczytów wznosi się zamek w Sirok. Budowniczowie w XIII wykorzystali też samą wulkaniczną górę jako część zamku, drążąc w niej tunele i mniejsze pomieszczenia. Możny ród Abów, posiadający rozległe posiadłości w tej okolicy, uległ wojskom króla Karola Roberta w bitwie pod Rozgoniem (ob. Rozhanovce). Około 1560 wzniesiono w dolnej części zamku basztę armatnią, ale na darmo, bowiem straż oddała zamek Turkom bez jednego strzału. Sto lat później zamek odzyskali cesarscy najemnicy, którzy jednak część budowli zniszczyli. Zamek został zrekonstruowany.
- Ruiny Zamku Bene – ruiny zamku oddalone są od Mátrafüred. Wybudowano go najprawdopodobniej pod koniec XII wieku pomiędzy strumieniami Kalló i Csatorna. Ruiny można zwiedzać nieodpłatnie.
- Ruiny Zamku w Markaz – z ruin zamku Markaz rozpościerają się imponujące widoki. Najprawdopodobniej wzniosła go w latach 1270–1280 rodzina Kompolti. Podczas zaboru tureckiego uległ zniszczeniu. Z zamku rozpościera się widok na północ, na Dolinę Zamkową i na miejscowość Abasár.

### Wieże i miejsca widokowe w górach Mátra
- Wieża Muzsla – położona jest na wysokości 478 m n.p.m. Z Mátrafüred docieramy tam żółtym szlakiem.
- Wieża widokowa Kozmáry – w bezpośrednim sąsiedztwie Mátrafüred znajduje się ponad 100-letnia kamienna wieża widokowa, z której rozpościera się rozległy widok.
- Wieża Sástó – kilka kilometrów od Mátrafüred znajduje się jezioro Sástó. Obok niego wznosi się wieża widokowa o wysokości 40 m, która pierwotnie była platformą wiertniczą.
- Wieża Hanák – niedaleko od Mátraháza lub Mátrafüred wznosi się wieża Hanák, która upamiętnia „ojca turystyki w Matrze”, Kolosa Hanáka.
- Wieża TV na szczycie Kékestető – jednym ze znaków rozpoznawczych Kékestető jest wieża telewizyjna widoczna z dość daleka, z której rozlega się panoramiczny widok na malowniczą okolicę.
- Saskő – miejsca Saskő rozpościera się piękny widok na całą okolicę.
- Wieża Vörös-kő – z tej wieży przy dobrej pogodzie widoczne są Wysokie Tatry.
- Ágasvár – na szczycie góry Ágasvár znajduje się wieża widokowa.
- Góra Világos – jeden z najpiękniejszych szczytów w górach Mátra.
- Szczyt Cseplye – szczyt góry Sár wznoszącej się obok Gyöngyös nosi nazwę Cseplye, skąd z lotu ptaka możemy podziwiać miasto oraz inne okoliczne miejscowości.
- Obserwatorium astronomiczne w Piszkéstető – czyste powietrze w Mátra oraz dobre naświetlenie stworzyły warunku do powstania obserwatorium w Piszkéstető, które obecnie jest ogólnie dostępne dla turystów po uprzednim zgłoszeniu.

### Kościoły i miejsca kultu
- Kościół świętego Bartłomieja w Gyöngyös
- Kościół Franciszkanów – klasztor i kościół Fransiszkanów w Gyöngyös jest świadkiem bogatej historii regionu. Wraz z biblioteką i wystawami daje kompleksowy obraz przeszłości.
- Kościół Najświętszej Marii Panny, Gyöngyöspata – w centrum miejscowości, na małym wzgórzu, wznosi się kościół z drewnianym ołtarzem z przedstawieniem drzewa Jessego.
- Kościół Trzech Wsi w pobliżu Mátraszentlászló
- Kaplica Maryjna, Fallóskút
- Kościół Najświętszej Maryi Panny Narodu Węgierskiego, Galyatető
- Dolny kościół w Feldebrő – w miejscowości Feldebrő znajduje się szczególnie wartościowy zabytek architektoniczny: XI-wieczny dolny kościół o łukowym sklepieniu, podzielony przysadzistymi kolumnami i ozdobiony freskami. Dostać można się do niego poprzez obecnie czynny XVIII-wieczny kościół.
- Kościół św.Mikołaja, Gyöngyössolymos – wznoszący się w centrum wsi kościół daje znać o swym istnieniu już z daleka dzięki wysokiej wieży.
- Sanktuarium Mátraverebély-Szentkút – Mátraverebély to znane sanktuarium. Do tej miejscowości należy Szentkút, gdzie w XI w. po raz pierwszy objawiła się Matka Boska, która przy pomocy wody Szent Kút (świętej studzienki) uleczyła niemego pasterza. Miejscowość stała się najczęściej odwiedzanym miejscem odpustowym.
- Kolej wąskotorowa w górach Mátra – startuje ona z Gyöngyös, a jej trasy (jedna mająca 25 km, a druga 6 km) wiodą przez góry Mátra.